# (233880) Urbanpriol
(233880) Urbanpriol ist ein Asteroid des äußeren Hauptgürtels, der am 26. November 2008 vom deutschen Hobbyastronomen Rolf Apitzsch am 335-mm-Newtonteleskop seines privaten Observatoriums Wildberg in Wildberg im Nordschwarzwald (IAU-Code 198) entdeckt wurde. Der Asteroid hatte bei seiner Entdeckung eine scheinbare Helligkeit von 20,5 mag.
Mittlere Sonnenentfernung (große Halbachse), Exzentrizität und Neigung der Bahnebene des Asteroiden entsprechen der Hygiea-Familie, einer eher älteren Gruppe von Asteroiden, wie vermutet wird, deren größtes Mitglied der Asteroid (10) Hygiea ist.
(233880) Urbanpriol wurde am 4. April 2015 nach dem unterfränkischen Kabarettisten Urban Priol benannt.